# Runenstein von Hanning
Der Runenstein von Hanning (DR 48 oder SJy 15) befindet sich etwa 8,0 km nördlich von Skjern in Jütland in Dänemark. Er stammt aus der Nachwikingerzeit und zeigt die Darstellung des Mjölnir, des Hammers des nordischen Gottes Thor.

## Beschreibung
Der erhaltene Teil der Inschrift auf dem Runenstein besteht aus vier horizontalen und einer vertikalen Zeile auf einem Granitblock von 1,1 × 0,5 m. Der im 12. Jahrhundert beschriebene Stein wurde beim Bau der Kirche in Hanning verwendet. Obwohl der Runenstein mehrere Jahrhunderte in der südlichen Chorwand deutlich sichtbar war, wurde er erst 1843 erstmals erwähnt. Da der Stein für die Verwendung in der Wand zugeschlagen wurde, ging ein Teil des Textes verloren. Es sitzt horizontal in der Mauer des Chors, etwa 2,5 Meter über dem Boden. Die Inschrift zeigt innerhalb des Runentextes einen Hammer, altnordisch sina (lautgleich mit „sein“), der als Thors Hammer interpretiert wurde. 
Aufgrund der Datierung der Inschrift ins 12. Jahrhundert und einer Sprachanalyse, die ebenfalls auf eine Entstehungszeit etwa 200 Jahre nach der Christianisierung Dänemarks weist, wurde die Frage aufgeworfen, ob es sich bei dem Hammer tatsächlich um ein Zeugnis des Heidentums handelt. Es wurde vermutet, dass der Hammer ein Symbol für einen Schmied ist. Es gibt jedoch keine Parallelen derartiger symbolischer Darstellungen auf anderen mittelalterlichen Runensteinen, und der Hammer ist dem auf DR 26 in Laeborg sehr ähnlich, der als gesicherte Darstellung des Mjölnir betrachtet wird.
Thors Hammer wurde in Schweden und Dänemark auf mehreren Runensteinen verwendet, möglicherweise als heidnische Reaktion auf die Verwendung des Kreuzes durch Christen. Andere überlebende Runensteine oder Inschriften, die Thors Hammer zeigen, sind in Schweden die sieben Runensteine U 1161 in Altuna, Sö 86 in Åby, Sö 111 in Stenkvista, Sö 140 von Jursta, Vg 113 in Lärkegapet, Öl 1 in Karlevi, DR 331 heute in Lund (Schonen) und in Dänemark die beiden Steine DR 26 in Laeborg und DR 120 in Spentrup. 
Die Inschrift ist in parallelen Reihen angeordnet, sie beginnt in der rechten unteren Ecke. Sie endet in der Mitte des Steines unten nach der Sequenz „seine Mutter“. Einige Runen scheinen wie beim Ådumstein (DR 46) mit Farben versehen gewesen zu sein. Die Inschrift weist darauf hin, dass der Stein von einem Mann aufgerichtet wurde, der möglicherweise Vagn hieß und der Sohn Tófis war, um an seine Mutter Gyða zu erinnern. Die vertikale Zeile benennt wahrscheinlich den Runenmeister, der die Runen geschnitten hat.
Der Text lautet: {ua--}, Tofa sun resþi sten þænne æftir Gyþu, moþ[u]r sina. ...kell h[io]., die deutsche Übersetzung: „<ua ->, Tófis Sohn, hob diesen Stein zum Andenken an Gyða, seine Mutter. ... kell (schnitt)“. 